# كيفن ويلموت
كيفن ويلموت (بالإنجليزية: Kevin Willmott)‏ هو كاتب سيناريو ومخرج أمريكي، ولد في 31 أغسطس 1959.

## وصلات خارجية
- كيفن ويلموت على موقع IMDb (الإنجليزية)
- كيفن ويلموت على موقع ألو سيني (الفرنسية)
- كيفن ويلموت على موقع أول موفي (الإنجليزية)
- كيفن ويلموت على موقع قاعدة بيانات الفيلم (الإنجليزية)
- كيفن ويلموت على موقع كينوبويسك (الروسية)